# Johann Weichmann
Johann Weichmann, auch Wichmann (* 9. Januar 1620 in Wolgast; † 24. Juli 1652 in Königsberg (Preußen)) war ein deutscher Komponist und Musikdirektor in der Altstadt von Königsberg. Er gehörte zum Königsberger Dichterkreis um Simon Dach und Heinrich Albert.

## Leben
Johann Weichmann, geboren in Pommern, war von 1639 bis 1640 Organist an St. Petri und Paul in Danzig. Anschließend studierte er bis 1643 an der Albertina in Königsberg. Danach ging er als Organist und Kantor nach Wehlau. 1647 wurde er Kantor und Musikdirektor bzw. Chordirektor an der Altstädtischen Kirche in Königsberg.

## Werke
Weichmann schrieb Gelegenheitskompositionen zu Anlässen wie Hochzeiten, Beerdigungen und anderen Feierlichkeiten. 1643 gab er in Königsberg Neue geistliche und weltliche Lieder und 1647 Musica, oder Singekunst heraus, die heute als verloren gelten. Zwei Bände mit Tanzmusikstücken erschienen 1644 und 1649. 1648 erschien in Königsberg mit Sorgen-Lägerin / das ist Etliche Teile geistlicher und weltlicher zur Andacht und Ehrenlust Lieder eine große Sammlung mit 64-strophigen Liedern, mit Begleitung von Laute, Theorbe, Pandora und anderen Generalbassinstrumenten, unter anderem nach Texten von Martin Opitz und Johann Franck.